# Valentina Párraga
Valentina Párraga (Caracas, Venezuela, 26 de noviembre de 1952) es una escritora de telenovelas y guionista venezolana de telenovelas. Ha realizado su carrera en la televisión para Telemundo, Televisa, Venezolana de Televisión, RCTV y Venevisión.

## Trayectoria

### Historias originales
- Sangre de mi tierra (2017/18)
- Eva la Trailera (2015/16)
- ¡Anita, no te rajes! (2004/05)
- Negra consentida (2004/2005)
- Trapos íntimos (2002/03)
- Viva la Pepa (2000/2001)
- Carita pintada (1999/2000)
- Niña mimada (1998)
- Dulce enemiga (1995/96)
- María Celeste (1994)
- Mi Hermano Juan de Dios (1982)

### Adaptaciones
- Betty en NY (2019) Original de Fernando Gaitán
- La doña (2016/17) Original de Rómulo Gallegos
- Los miserables (2014/15) Original de Víctor Hugo
- La patrona (2013) Original de José Ignacio Cabrujas y Julio César Mármol
- Mi corazón insiste en Lola Volcán (2011) Original de Julio Jiménez
- La reina del sur (2011), junto con Roberto Stopello Original de Arturo Pérez Reverte
- Doña Bárbara (2008/09) Original de Rómulo Gallegos
- Por amarte tanto (1992/93) Original de Vivel Nouel
- Bellísima (1991/92) Original de Alicia Barrios
- Mundo de fieras (1991) Original de Ligia Lezama
- Inés Duarte, secretaria (1990/91) Original de Alicia Barrios

### Nuevas versiones reescritos por otros
- Minas de pasión (2023/24) (Basada en La Patrona) por Bethel Flores, Edwin Valencia y María Elena López
- De que te quiero, te quiero (2013/14) (Nueva versión de Carita pintada) Por Edwin Valencia, Carmen Sepúlveda, Luis Reynoso y Lucero Suárez.
- Amorcito corazón (2011/12) (Nueva versión de Trapos íntimos) Por Carmen Sepúlveda, Edwin Valencia, Luis Reynoso y Lucero Suárez.